# Liste der Stolpersteine in Hilgert
In der Liste der Stolpersteine in Hilgert werden die vorhandenen Gedenksteine aufgeführt, die im Rahmen des Projektes Stolpersteine des Künstlers Gunter Demnig bisher in Hilgert verlegt worden sind.

## Verlegte Stolpersteine
| Adresse                  | Name             | Inschrift                                                                                  | Verlegedatum  | Bild | Anmerkung                                   |
| ------------------------ | ---------------- | ------------------------------------------------------------------------------------------ | ------------- | ---- | ------------------------------------------- |
| Nordstraße 13 (Standort) | Wilhelm Kirchner | Hier wohnte Wilhelm Kirchner Jg. 1875 gedemütigt/entrechtet tot 24.11.1944                 | 11. März 2017 |      |                                             |
| Nordstraße 13 (Standort) | Johanna Kirchner | Hier wohnte Johanna Kirchner geb. Herold Jg. 1887 deportiert Auschwitz ermordet 16.11.1943 | 11. März 2017 |      | geboren am 20. November 1887 in Friesenheim |